# Drucklufttriebwagen

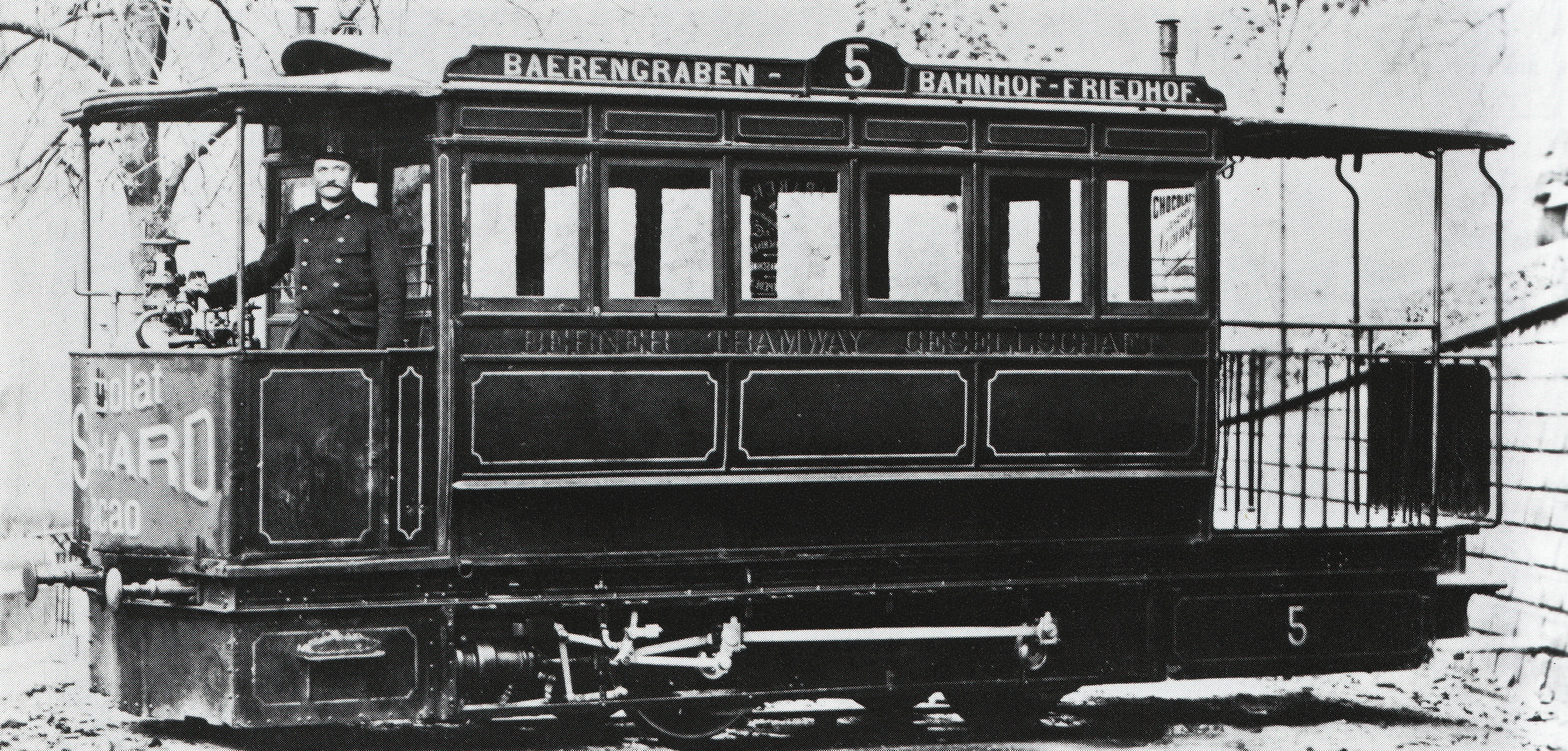
Drucklufttriebwagen System Mekarski der Berner Tramway-Gesellschaft

Drucklufttriebwagen waren Triebwagen, die analog zu Pressluftlokomotiven, mit Druckluft betrieben wurden. Die Druckluft wurde in Druckbehältern am Fahrzeug mitgeführt und mit einer Kolbenmaschine für den Antrieb des Fahrzeugs genutzt. Sie waren meist bei Straßenbahnen eingesetzt.

## Geschichte

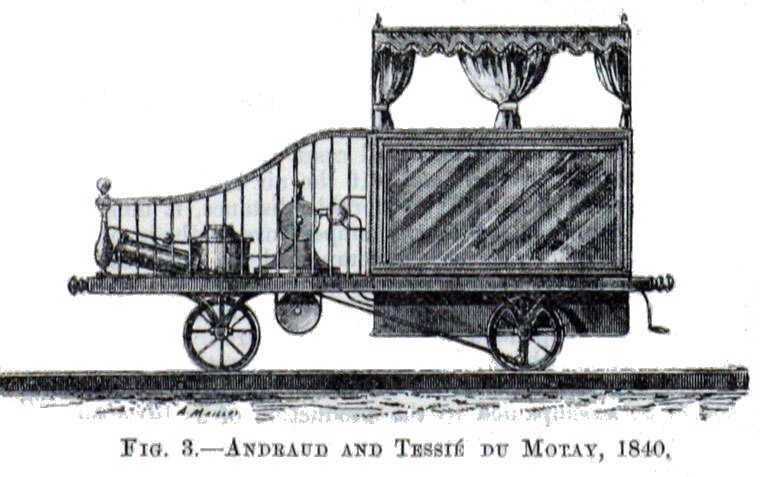
Versuchsfahrzeug von Andraud und Tessié du Motay

Der Erfinder Antoine Andraud und der Chemiker Cyprien Marie Tessié du Motay aus Paris bauten 1839 einen ersten Drucklufttriebwagen, der im Juli 1840 Probefahrten auf der Strecke von Paris nach Versailles ausführte. Bei einer Versuchsfahrt mit acht Personen schaffte es dieser aber nur 1000 m weit, bevor der Druckluftvorrat aufgebraucht war.
Die Technik wurde durch den polnischstämmigen Louis Mékarski in Frankreich perfektioniert, der in Nantes ein größeres Straßenbahnsystem mit Drucklufttriebwagen aufbaute. Es folgten weitere Städte, die Drucklufttriebwagen einsetzten.
Sie hatten gegenüber Dampfstraßenbahnen den Vorteil, rauchfrei zu arbeiten, konnten gegenüber Pferdestraßenbahnen größere Steigungen überwinden und benötigten keine Oberleitung wie eine elektrische Straßenbahn. Die Drucklufttriebwagen wurden ab der Jahrhundertwende trotzdem von den elektrischen Triebwagen verdrängt, weil diese gegenüber den Drucklufttriebwagen leistungsfähiger waren.

## Technik

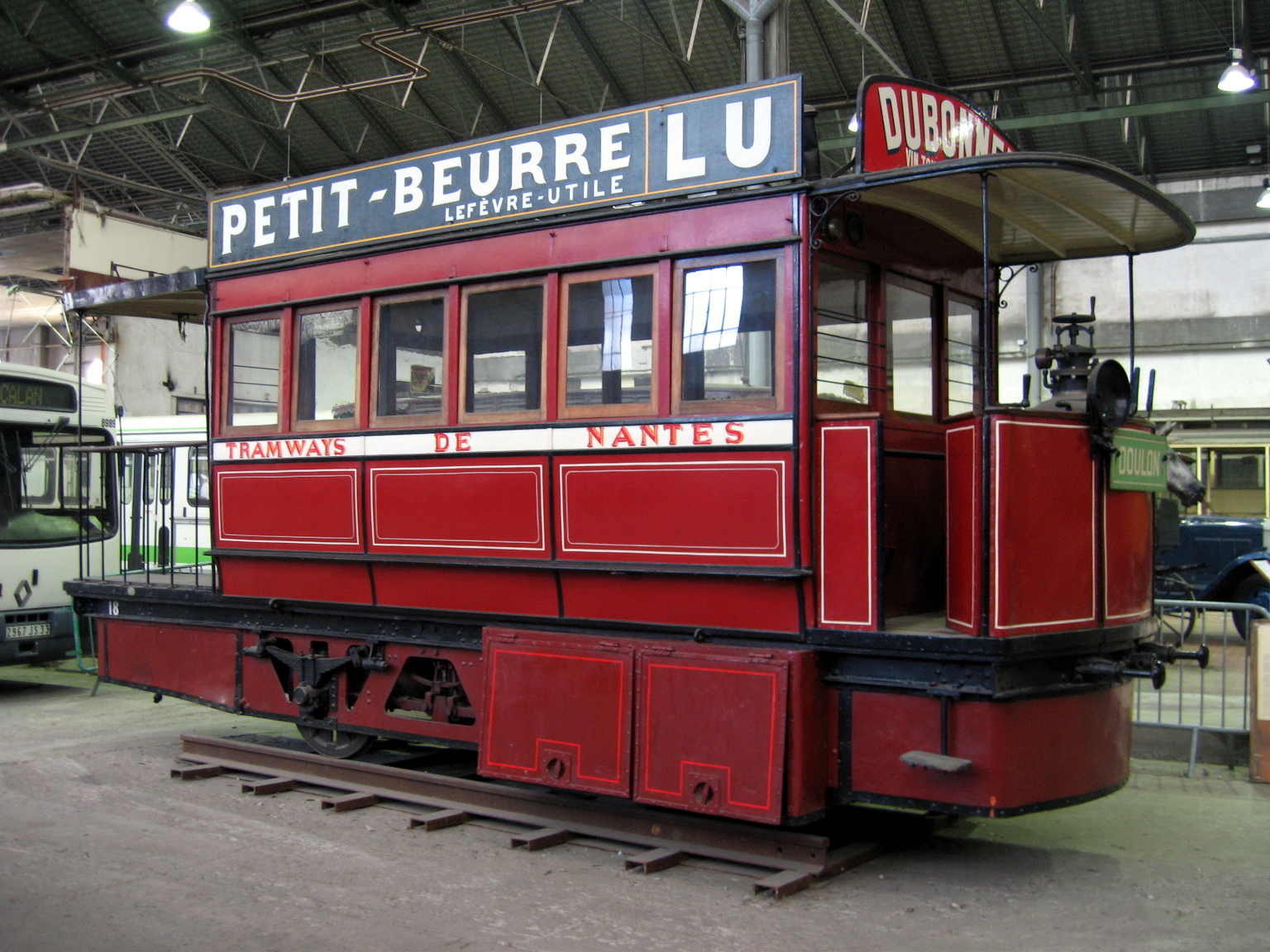
Drucklufttriebwagen der Straßenbahn Nantes

Die Druckluft für den Betrieb der Kolbenmaschine wurde auf dem Fahrzeug mitgeführt, wobei die Tanks meist unter dem Wagenboden untergebracht waren. Typischerweise waren Behälter für 2000 bis 3000 Liter Druckluft vorhanden, die für Drücke bis zu 80 atm ausgeführt waren. Vor der Verarbeitung der Druckluft in der Kolbenmaschine musste deren Druck durch einen Druckminderer vom Behälterdruck auf den Arbeitsdruck der Kolbenmaschine herabgesetzt werden, der typischerweise bei 6 bis 7 atm lag.
Ein Problem bei der Verwendung von Druckluft für den Antrieb war das Verhindern der Eisbildung in den Zylindern der Kolbenmaschine. Dazu musste die Verdunstungskälte beim Entspannen der Druckluft im Druckminderer geeignet kompensiert werden. Bereits der Triebwagen von Andraud und Tessié du Motay verfügte über eine Hitzkasten genannte Vorrichtung für die Erwärmung der Luft beim Druckminderer. Mékarski verwendete heißes Wasser zum Aufheizen der Luft. Die beiden Ingenieure Popp und Conti experimentierten mit einem Koksofen auf dem Triebwagen, dem aber kein Erfolg beschieden war.
Die Kolbenmaschine war ähnlich wie das Triebwerk einer Dampflokomotive angeordnet. Erste Drucklufttriebwagen hatten nur eine angetriebene Achse. Später setzte sich eine Anordnung mit Kuppelstangen durch, bei der beide Achsen angetrieben waren. Die Kolbenmaschine arbeitete mit konstantem Druck. Die Leistung wurde über die Änderung der Füllung gesteuert.